# Nothomiza rectangula
Nothomiza rectangula är en fjärilsart som beskrevs av Louis Beethoven Prout 1925. Nothomiza rectangula ingår i släktet Nothomiza och familjen mätare. Inga underarter finns listade i Catalogue of Life.